# Вентава (село)
Ве́нтава (латыш. Ventava) — населённый пункт в Вентспилсском крае Латвии. Административный центр Варвской волости. Находится на левом берегу реки Вента у региональной автодороги P108 (Вентспилс — Кулдига — Салдус). По данным на 2015 год, в населённом пункте проживало 405 человек.

## История
В советское время населённый пункт входил в состав Варвского сельсовета Вентспилсского района.